# Dérbi de Nottingham
O Nottingham Derby é o clássico do futebol entre Nottingham Forest e Notts County. Os jogos entre os dois clubes são muitas vezes referidos como Derbies Trentside por causa de Meadow Lane eo City Ground onde eles têm proximidade ao rio Trent.
O Nottingham Derby não deve ser confundido com a Nottinghamshire derby, entre Notts County e Mansfield Town .

## História
Os dois clubes estão entre os mais antigos clubes de futebol do mundo. County foram fundados em 1862 e é o mais antigo clube profissional de futebol no mundo. O Forest foi formado três anos mais tarde por um grupo de homens que jogam o esporte em grande parte desconhecida de Bandy .
O primeiro jogo disputado entre os dois clubes foi em março 1866. Foi o primeiro jogo do Nottingham Forest como um clube de futebol e o resultado continua a ser disputado. Alguns registros afirmam que o jogo terminou com a vitória por 1-0 para o Forest, enquanto outros afirmam um empate em 0-0.
O primeiro jogo em uma competição na veio na FA Cup em 16 de novembro de 1878 e resultou em uma vitória por 3-1 para o Nottingham Forest. O primeiro jogo na liga ocorreu em 18 de outubro de 1892 e resultou em uma vitória por 3-1 para o Notts County.
A maior vitória em derbies entre os dois clubes foi de 5-0, o que foi conseguido através do Nottingham forest em 21 de Novembro 1901 e novamente em 10 de outubro de 1953. A maior vitória do condado foi 4-1, o que ocorreu pela última vez em 12 de fevereiro de 1953.
Nottingham derbies eram uma ocorrência bastante regular até meados da década de 1950. Desde então, os jogos entre os dois clubes se tornaram extremamente raros, com resultados entre os clubes cada vez mais saboreado pelos partidários, particularmente os de Notts County . Hoje em dia, os dois lados raramente se encontram, porque eles estão em divisões diferentes.
O último campeonato Nottingham derby ocorreu em 12 de fevereiro de 1994 e resultou em uma vitória por 2-1 para o Notts County. Charlie Palmer (ou 'Sir' Charlie Palmer como ele foi apelidado pelos fãs Notts County) marcou com apenas quatro minutos restantes e só noventa segundos depois de ter empatado Com o Nottingham Forest. A última vitória Do Nottingham Forest foi alguns meses antes, quando Stan Collymore marcou na noite no City Ground para garantir a vitória para os Reds.
Hoje, Forest e Notts County geralmente ocorrem como jogos de pré-temporada em Meadow Lane. O Forest venceu por 2-1 em 30 de julho de 2007 e 3-2 em 2 de agosto de 2008, mas o Notts County venceu por 2-1 em um amistoso de pré-temporada no dia 25 de julho de 2009. A final da pré-temporada amigável até o momento foi em 7 agosto de 2012 terminando em um empate 2-2.
A rivalidade foi ressuscitado em 9 de agosto de 2011, quando as duas equipas se defrontaram na primeira rodada da Copa da Liga Inglesa , no City Ground. Foi um terror, com o Forest a ganhar em uma disputa de pênaltis após o jogo ter terminado 3-3. Lee Hughes tinha perdido um pênalti que teria enviado através Notts.